# ريك ومورتي (الموسم الرابع)
تم تأكيد الموسم الرابع من المسلسل التلفزيوني الكرتوني ريك ومورتي من قبل أدلت سويم في مايو 2018. يتكون الموسم من 10 حلقات. تم بث الحلقات الخمس الأولى من الموسم من 10 نوفمبر 2019 إلى 15 ديسمبر 2019, بينما تم بث الحلقات الخمس المتبقية من 3 مايو 2020 إلى 31 مايو 2020.

## الممثلين والشخصيات
- جستن رويلاند بدور ريك سانشيز ومورتي سميث، الشخصية الرئيسية في العرض، ريك عالم مجنون غريب الأطوار ومورتي هو حفيده ولكن من السهل أن يشعر بالضيق.
- كريس بارنيل بدور جيري سميث، صهر ريك، ووالد مورتي وسمر، شخص بسيط التفكير وغير آمن، لا يوافق على تأثير ريك على عائلته.
- سبينسر جرامير بدور سمر سميث، حفيدة ريك، وأخت مورتي، مراهقة تقليدية تخشى تحسين وضعها بين أقرانها.
- سارة تشالك بدور بيث سميث وسبيس بيث، ابنة (بنات) ريك، وأم (أمهات) مورتي وسمر، امرأة عقلانية بشكل عام غير راضة عن زواجها.

### ضيوف الحلقات
- شيري شيفيرد كقاضي، وهي قاض تشرف على محاكمة مورتي.
  - شيبرد أيضاً تلعب دور عن زوجة توني.
- سام نيل كقائد مونوغاترون،[3][4] زعيم الأنواع الذي تحاول غزو الأرض.
- كاثلين ترنر بدور ملكة المونوغاترون، التي تحب البودكاست وتحارب مع زوجها
- تايكا وايتيتي بدور جلوتي، متدرب ريك وعضو في أنواع مونوغاترون
- جيفري رايت بدور توني، وهو رجل أجنبي طيب القلب ولكنه مكتئب يتخطى ريك عن طريق الخطأ
- باميلا أدلون بدور طفل فيرميجوربر، الذي تهدد حياته ريك عندما يحاول تعقب توني
  - أدلون أيضاً يعبر عن أنجي فلينت، مجرم متقاعد
- إيلون مسك بدور إيلون تسك، الرئيس التنفيذي لشركة توسكلا
- جستن ثيرو بدور مايلز نايتلي، مجرم رئيسي ومنظم HeistCon
- كلوديا بلاك بدور Ventriloquiver[5]
- ماثيو برودريك[5] بدور القط المتكلم
- ليام كونينغهام بدور بالثروماو، تنين يرتبط روحه بريك عن غير قصد
- كيغان-مايكل كي بدور وحش الخصية رقم 1
- إيدي بيبيتون بدور وحش الخصية رقم 2
- بول جياماتي بدور قصة الرب
- كريستوفر ميلوني بدور يسوع المسيح
- سوزان ساراندون بدور الدكتورة وونغ، معالجة عائلية

## الاستقبال
حصل الموسم الرابع على نسبة موافقة 94٪ على روتن توميتوز بناءً على 33 مراجعة، بمتوسط تقييم 8.65 / 10. يقرأ إجماع نقاد الموقع أن «الموسم الرابع لريك ومورتي هو تقدم مثير وعودة مبهجة إلى الشكل الذي يثبت أنه يستحق أكثر من الانتظار لمدة عامين.» ميتاكريتيك، التي تستخدم متوسطاً مرجحاً، مخصصة للموسم الرابع درجة 84 من أصل 100 بناءً على 5 نقاد، مما يشير إلى «الإشادة العالمية».

### الجوائز
حصلت حلقة «الحلقة الحامضية» على جائزة إيمي عن «برنامج الرسوم المتحركة المتميز».